# HMS Upright
HMS Upright (с англ. — «распрямлённый, прямой») — британская подводная лодка тип U времён Второй мировой войны, построенная на верфи Vickers-Armstrongs, Барроу-ин-Фернесс. Имела номер вымпела N 89. Является единственным кораблем Королевского флота, носившим имя Upright.

## История службы
Подводная лодка была заложена 6 ноября 1939 года, спущена на воду 21 апреля 1940 года и введена в эксплуатацию 3 сентября того же года. В сентябре экипаж прошёл интенсивную подготовку в море, и 4–13 октября Upright совершила свой первый боевой поход — на патрулирование Ла-Манша. 30 октября, после докования в Портсмуте, Upright отправилась в Гибралтар для пополнения Средиземноморского флота, где лодка и провела почти всю свою карьеру. Во время перехода провела двое суток патрулируя Бискайский залив, 9 ноября прибыла в Гибралтар. 19 ноября вышла в третий боевой поход, 4 декабря завершила его на Мальте. 18–24 декабря 1940 года совершила четвёртый боевой выход в море, патрулировала побережье Туниса у островов Керкенна. 8-19 января 1941 года в пятом боевом походе патрулировала побережье Ливии.
29 января 1941 года вышла в шестой боевой поход к Триполи. 5 февраля четырёхторпедным залпом безуспешно атаковала транспорт оцененный в 4000 брт из состава итальянского конвоя. Согласно итальянским данным, целью «Апрайта» мог быть немецкий транспорт Wachtfels (8467 брт), шедщий из Триполи в Неаполь. 8 февраля лодка вернулась на Мальту.
19 февраля вышла в седьмой боевой поход, сперва провела учения с британскими эсминцами «Хэвок» и «Хотспур», затем патрулировала район островов Керкенна. 23 февраля потопила торпедой итальянское транспортное судно Silvia Tripcovich (2365 брт). Изначально судно шло в конвое вместе с транспортом Sabbia под охраной торпедного катера Generale Carlo Montanari, однако Sabbia была ранее потоплена подводной лодкой HMS Ursula, катер остался оказывать помощь выжившим, и оставшийся в одиночестве транспорт встретился с «Апрайт». 25 февраля торпедировала итальянский лёгкий крейсер «Армандо Диас», в той же атаке промахнулась по эсминцу. Из экипажа крейсера около 500 человек погибло, 153 выжило, в их числе были 8 тяжелораненных). Эсминец сбросил на лодку десять глубинных бомб в двух сериях, но попаданий не добился. 26 февраля «Апрайт» успешно вернулась на базу.
6 марта вышла в восьмой боевой поход в район Триполи. 12 марта двухторпедным залпом безуспешно атаковала итальянский конвой. 15 марта вернулась на базу. 29 марта вышла в девятый боевой поход в те же районы — Триполи и Керкенна. 31 марта торпедировала немецкий транспорт Galilea (1927 брт). В результате взрыва два человека погибли, трое были ранены. Судно было взято на буксир и выбросилось на берег во избежание затопления, позднее не восстанавливалось. 8 апреля «Апрайт» совершила безуспешную торпедную атаку конвоя. 9 апреля вернулась на Мальту.
27 апреля 1941 года лодка вышла в десятый боевой поход. 2 мая безуспешно атаковала конвой, выпустила одну торпеду. 11 мая вернулась на базу. 24 мая вышла в одиннадцатый боевой поход, направилась к берегам Калабрии и Сицилии, где 27 мая высадила диверсионную партию, успешно заложившую заряды на железнодорожном мосту и впоследствии слышавшую взрыв. Итальянские источники не подтверждают результаты этой операции.
Всего на Средиземном море «Апрайт» совершила 24 боевых похода, в которых, кроме вышеуказанного, потопила итальянский охотник за подводными лодками «Альбатрос», торговые суда Fabio Filzi и Carlo del Greco и итальянский буксируемый плавучий док. В ходе атаки на итальянский плавучий док и конвой, «Апрайт» промахнулась по цели, итальянскому торговому судну Calino, была контратакована и сильно повреждена. 19-29 марта 1942 года «Апрайт» перешла с Мальты в Гибралтар, 15 апреля прибыла в Холи-Лох, Шотландия. В дальнейшем перешла в Блит и интенсивно использовалась для подготовки подводников до августа 1944 года, после чего совершила трансатлантический переход и прибыла на Ньюфаундленд, Канада, где обеспечивала подготовку противолодочных сил Канады до сентября 1945 года. Таким образом, «Апрайт» пережила войну и была продана на металлолом 19 декабря 1945 года. Разделана на металл в Труне в марте 1946 года.

## Командиры
- июль — декабрь 1940: лейтенант Фрэнсис Джон Брукс
- декабрь 1940 — январь 1941: лейтенант-коммандер Джон Хенри Иден (DSC)
- январь — июнь 1941: лейтенант Эдвард Дадли Норман (DSC) (с перерывом)
- апрель — май 1941: лейтенант Рассел Стэнхоп Брукс (DSC)
- июнь 1941 — июнь 1942: лейтенант Джон Сомертон Рэйт (DSC) (с перерывом)
- февраль 1942: лейтенант Джон Уолтер Дэвид Кумб
- июнь — июль 1942: лейтенант Дэвид Суонстон (DSC)
- июль — декабрь 1942: лейтенант-коммандер Энтони Фостер Коллетт (DSC)
- декабрь 1942 — январь 1943: лейтенант Уильям Уорнер Деннис
- январь 1943 — начало 1944: лейтенант Питер Роберт Хелфрих Харрисон (DSO, DSC)
- начало 1944 — май 1944: лейтенант Рональд Макс Сиберн-Мэй (DSC)
- май 1944 — октябрь 1945: лейтенант Джеймс Энтони Лоуренс Уилкинсон